# Мала Поповська
Мала Попо́вська (рос. Малая Поповская) — присілок у складі Тотемського району Вологодської області, Росія. Входить до складу П'ятовського сільського поселення.

## Населення
Населення — 48 осіб (2010; 55 у 2002).
Національний склад (станом на 2002 рік):
- росіяни — 100 %